# Mourioux-Vieilleville
Mourioux-Vieilleville is een gemeente in het Franse departement Creuse (regio Nouvelle-Aquitaine) en telt 569 inwoners (1999). De plaats maakt deel uit van het arrondissement Guéret.

## Geografie
De oppervlakte van Mourioux-Vieilleville bedraagt 25,2 km², de bevolkingsdichtheid is 22,6 inwoners per km².

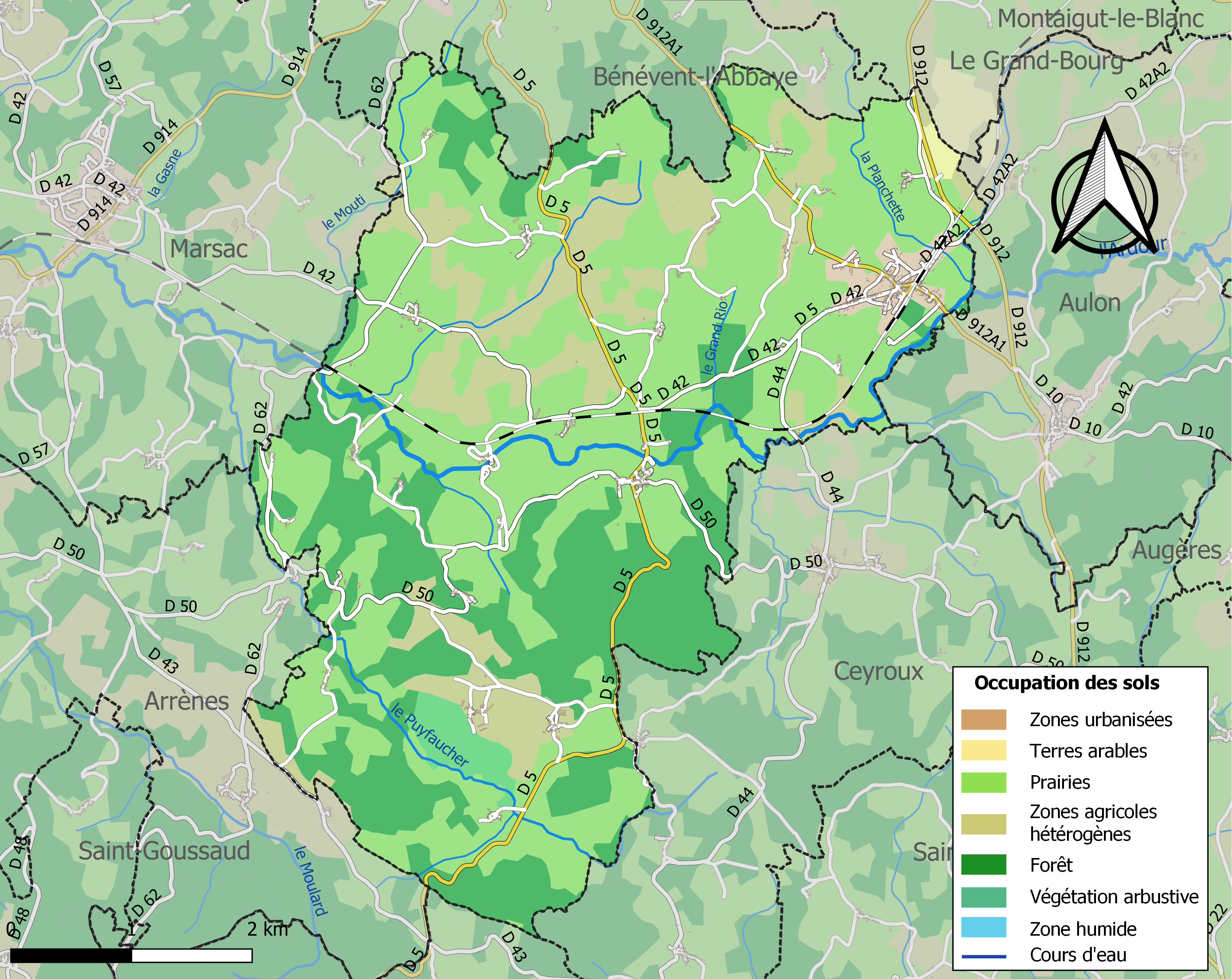
Kaart van de gemeente met de belangrijkste infrastructuur, bodemgebruik en omliggende gemeenten

## Verkeer en vervoer
In de gemeente ligt spoorwegstation Vieilleville.

## Demografie
Onderstaande figuur toont het verloop van het inwonertal (bron: INSEE-tellingen).

1. ↑  Populations de référence 2022.